# Биюк-Узенбаш (река)
Биюк-Узенбаш (также Озенбаш; укр. Біюк-Узенбаш, крымскотат. Büyük Özenbaş, Буюк Озенбаш) — маловодная река в горном Крыму, левая составляющая реки Бельбек. Длина водотока — 2,4 км, площадь водосборного бассейна — 12,0 км². Уклон реки — 55,8 м/км.

## Название
Тюркское сочетание «узен баш» переводится, как начало, исток реки, «биюк» — большой, главный. Есть мнение, что название реки первично, а село Биюк-Узенбаш именовано уже по реке. Август Николаевич Олиферов приводит вариант Озенбаш, Н. В. Рухлов описывает название Ная для вехней части и Мэйля — для нижней, при этом гидроним Ная применяется и в наше время.

## География
Истоком реки считается карстовый родник Узенын-Козю, вытекающий из плитняковых песчаников ущелья Ная на западных склонах хребта Ай-Петри (у горы Хьели-Кая) в живописном ущелье с крутыми высокими берегами, неофициально называемое «каньон Биюк-Узень» на высоте 504 м.
Биюк-Узенбаш течёт на северо-запад, принимая, согласно справочнику «Поверхностные водные объекты Крыма», 1 безымянный приток длиной менее 5 километров (принято, что это впадающий справа овраг Ханлы-Дере). Среднемноголетний сток Биюк-Узенбаш на гидропосте Счастливое — 0,234 м³/с, в устье — 0,15 м³/с. Там же, в Счастливом, сливаясь с правой составляющей, рекой Манаготра, образует реку Бельбек в 55 км от её устья. Водоохранная зона Биюк-Узенбаша установлена в 50 м.